# 米勒維爾 (明尼蘇達州)
米勒維爾（英語：Millerville）是一個位於美國明尼蘇達州道格拉斯縣的城市。

## 人口
根據2020年美國人口普查的數據，米勒維爾的面積為2.23平方千米，當中陸地面積為2.23平方千米，而水域面積為0.00平方千米。當地共有人口100人，而人口密度為每平方千米45人。